# ATB (DJ)

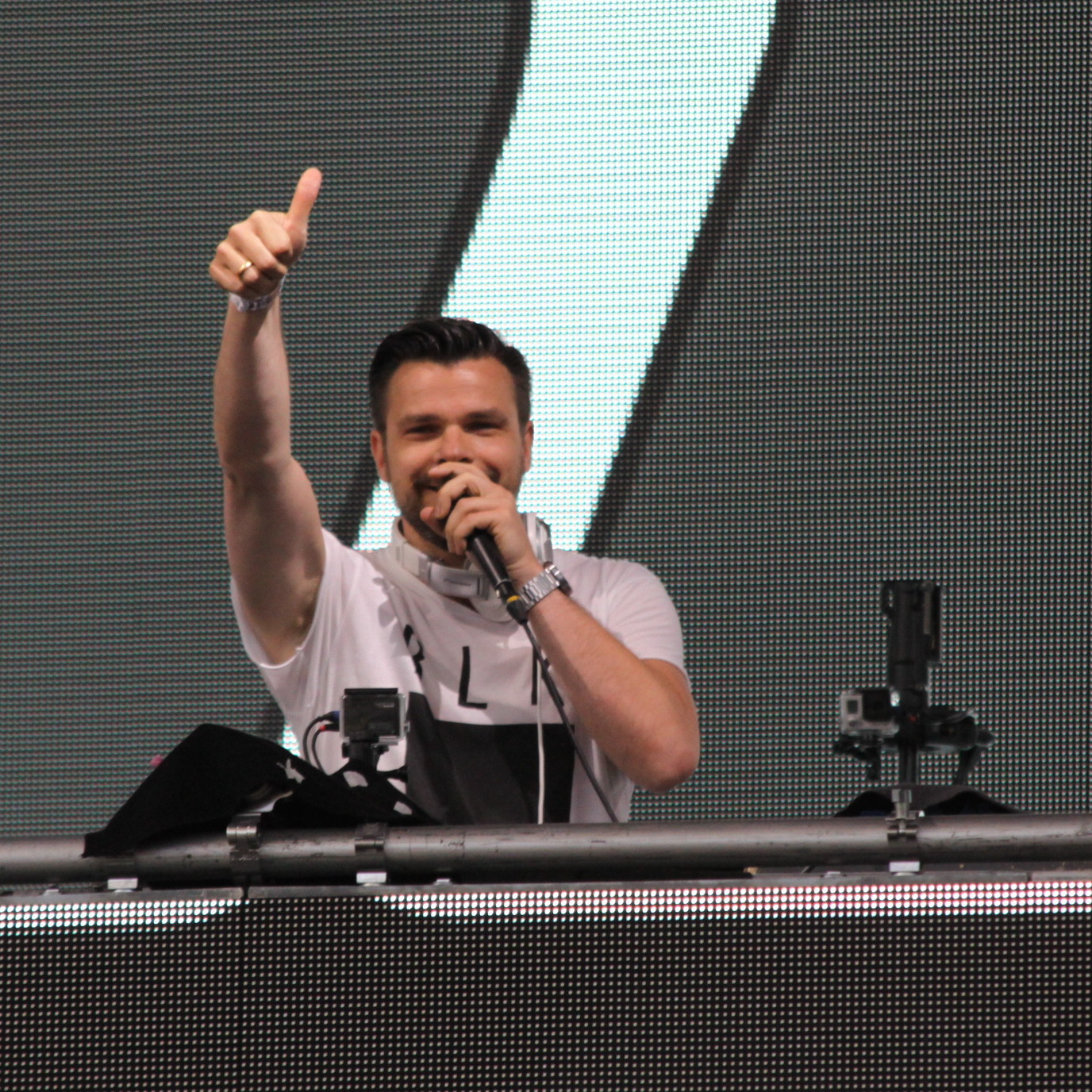
ATB auf dem WorldClubDome 2015

ATB (* 26. Februar 1973 in Freiberg, Sachsen; bürgerlich André Tanneberger) ist ein deutscher DJ und Musikproduzent.

## Kindheit
Andre Tanneberger lebte ungefähr bis zu seinem zehnten Lebensjahr mit seinen Eltern in Brand-Erbisdorf. Die meiste Zeit seiner Kindheit verbrachte er jedoch bei seiner Großmutter in Obersaida im Erzgebirge und lernte dort das Landleben kennen. Auf Grund der beschränkten Reisefreiheit in der DDR stellten seine Eltern in den 1980er Jahren einen Ausreiseantrag. Nach einem kurzen Zwischenstopp in Auerbach/Vogtl. zog die Familie ins Ruhrgebiet. Dort fühlte er sich während seiner Jugend durch seinen Dialekt zunächst als Außenseiter. Rückblickend jedoch hat ihn dies nach seiner eigenen Aussage gestärkt. In der Ruhrgebietsstadt Bochum befindet sich auch sein Tonstudio, wo er seine Songs und Alben aufnimmt. Ebenfalls findet in Bochum jedes Jahr der Musiksommer statt, wo Andre Tanneberger jedes Jahr kostenlos auf einer großen Bühne in der Innenstadt auflegt.

## Werdegang
Seine ersten musikalischen Schritte wagte er mit der Zither seiner Großmutter. Später mit 14 lernte er das Gitarrenspielen. Mit 16 wechselte er auf das Keyboard und legte sich eine Bandmaschine zu. Unterstützt durch Thomas Kukula konnte er seine ersten Studioaufnahmen machen und bekam seinen ersten Plattenvertrag.
Im Jahre 1993 gründete Andre Tanneberger das Dance-Projekt Sequential One. Seine erste Solosingle unter dem Kürzel „ATB“, 9 PM (Till I Come), erschien im Jahre 1998 und erreichte Platz 1 in den englischen und Platz 14 in den deutschen Charts. Er machte sich somit weltweit einen Namen und erlangte in Dänemark, Australien, Schweden und England Platinstatus. Es folgten Goldauszeichnungen in Südafrika, Italien und Norwegen. Der Siegeszug setzte sich mit der zweiten Singleauskopplung Don’t Stop aus seinem Debütalbum Movin’ Melodies (1999) fort und wurde wiederum in Dänemark und Schweden mit Platin ausgezeichnet. Das größte Erkennungsmerkmal der ersten ATB-Singles war zu diesem Zeitpunkt die unverwechselbare „ATB-Gitarre“, wie sie die Fans nennen. Mit den Jahren reifte der ATB-Sound und wurde zunehmend erwachsener. Die „ATB-Gitarre“ hatte vollständig ausgedient, als Tanneberger im Jahre 2002 sein bereits drittes Album Dedicated veröffentlichte. Deren Singleauskopplung Let U Go (2002), bei der Sängerin Roberta Carter Harrison aus Kanada die Vocals beisteuerte, ist bis heute neben 9 PM (Till I Come) (1998) der kommerziell erfolgreichste und vor allem bekannteste ATB-Titel. Marrakech, die erste Single aus dem 2004 erschienenen Longplayer No Silence, wurde sogar Titelsong zum Hollywood-Film Mindhunters von Regisseur Renny Harlin (u. a. Deep Blue Sea, Stirb langsam 2, Cliffhanger).
Bis heute folgten sieben weitere Studioalben und Hitsingles. Dabei schaffte es der Großteil seiner Longplayer stets, in die Top 20 der deutschen Album-Charts einzusteigen.
Stilistisch bewegt sich ATB am ehesten zwischen Dream House, Trance, Ambient und Pop. Seine Musikproduktionen sind schwer einem bestimmten Genre zuzuordnen, aber auf jeden Fall im elektronischen Bereich angesiedelt.
1999 war Tanneberger an dem internationalen Dance-Projekt United Deejays For Central America neben Jan Wayne, DJ Sakin & Friends, DJ Tomcraft, Hypertrophy, Kai Tracid, Kosmonova, Marc Et Claude, Moguai, Oliver Momm, Piet Blank & Jaspa Jones, Phil Fuldner, Red 5, Sash!, Woody van Eyden beteiligt, die als Benefizprojekt Spenden für die Opfer des Hurrikan Mitch sammelten. 2002 verklagte er aufgrund der Verwechslungsgefahr die deutsche Eurodance-Band ATC wegen ihres Namens; den Rechtsstreit gewann Tanneberger, die Band löste sich unter längerem Namen („A Touch of Class“) bereits ein Jahr später ganz auf.

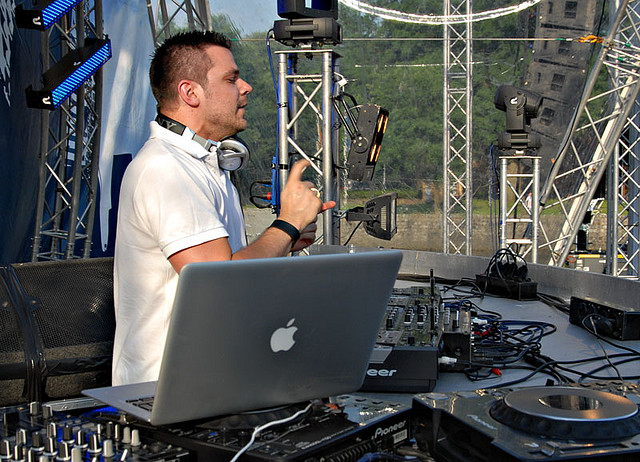
ATB bei der citymoves@Universiteit Twente, 2008

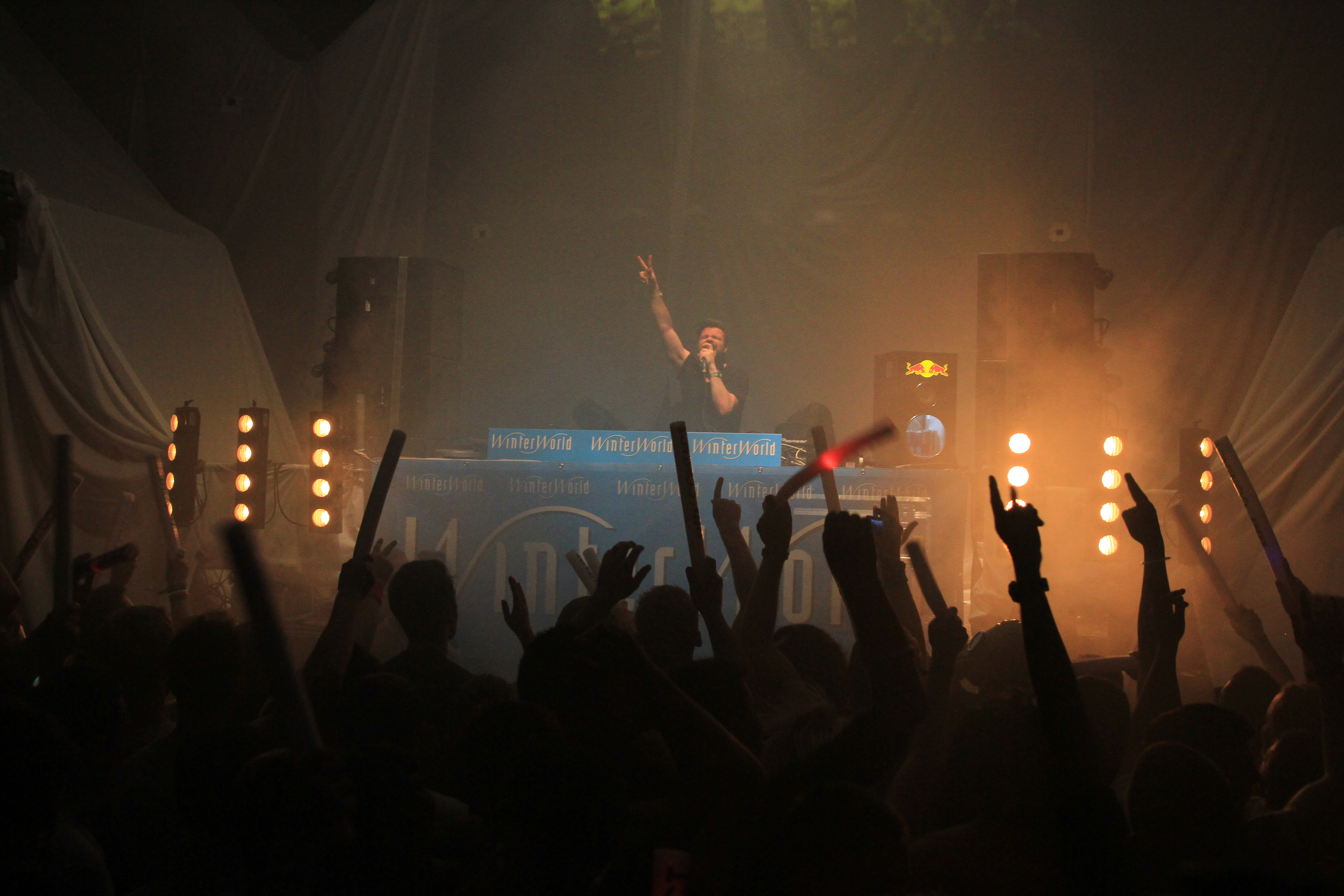
ATB auf der Winterworld 2014

ATB war neben Sequential One auch am Projekt Trance Allstars beteiligt, ein Zusammenschluss verschiedener deutscher Danceacts, der Coverversionen von älteren Dance-Titeln veröffentlichte.
2002 und 2004 war er u. a. neben den DJs Slobodan Petrović, Axel Konrad Claus Terhoeven, DJ Sammy, Dominik De León, Jan Wayne, Jens Jordan, Jens Kindervater, Markus Gardeweg, Piet Blank, Ramon Roelofs, Roger P. Shah, Scooter, Shaun Baker, Silvy de Bie, Stefan Bossems, Sven Gruhnwald, Thomas Fenske, Tommy Schleh, Woody van Eyden und Wout van Dessel an dem Benefizprojekt Dance United beteiligt, die mit den Singles Reach Out und Help Asia!, Spenden für die Hochwasser in Mitteleuropa 2002 und dem Tsunami vom 26. Dezember 2004 sammelten.
Über Facebook kündigte Tanneberger im Februar 2017 sein zehntes Studioalbum an. Es trägt den Titel neXt und erschien im April 2017 als Doppel-CD sowie als Schallplatte.
Im Januar 2021 veröffentlichte ATB, gemeinsam mit A7S und Topic, eine Neuauflage von 9 PM (Till I Come) unter dem Titel Your Love (9PM). Der Song erreichte Doppel-Platin in Irland, Platin in Australien, Russland, Italien und der Schweiz sowie Gold-Status in mittlerweile elf Ländern, darunter auch Deutschland. In den deutschen Airplay Charts ging der Song auf Platz 1. In den weltweiten Shazam Charts erreichte der Song am 3. März 2021 Platz 4.

## Nominierungen und Auszeichnungen

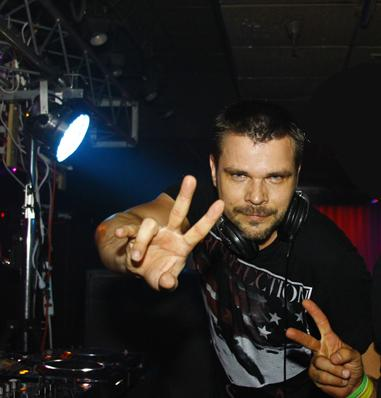
ATB (2010)

- 2000: „1 Live Krone“ in der Kategorie „Bester Dance Act“.
- 2002: Echo-Nominierung in der Kategorie „Bester Dance-Act“ für Let U Go.
- 2003: Echo-Nominierung in der Kategorie „Bester Dance-Act“ für I Don’t Wanna Stop.
- 2004: Die Single Marrakech wird Titelsong des Hollywoodstreifens Mindhunters.
- 2004: Mit www.atb-music.com Preis für die beste Homepage beim DJ Meeting.
- 2005: Nominierung für die „1Live-Krone“ in der Kategorie „Bester Künstler“.
- 2005: ATB wird bei einer Umfrage des kanadischen Internet-Projekts „Tranceaddict“ auf Platz 24 der beliebtesten 100 DJs weltweit gewählt.
- 2007: Eska Music Award in Polen.
- 2009: Nominierung in 3 Kategorien bei den „International Dance Music Awards“ (Best European DJ, Best Global DJ und Best Full Length DJ Mix)

DJmag-Voting
- 2004: Platz 13 beim Top100 DJ-Voting von DJmag.
- 2005: Platz 9 beim Top100 DJ-Voting von DJmag.
- 2006: Platz 13 beim Top100 DJ-Voting von DJmag.
- 2007: Platz 26 beim Top100 DJ-Voting von DJmag.
- 2008: Platz 25 beim Top100 DJ-Voting von DJmag.
- 2009: Platz 11 beim Top100 DJ-Voting von DJmag.
- 2010: Platz 11 beim Top100 DJ-Voting von DJmag.
- 2011: Platz 15 beim Top100 DJ-Voting von DJmag.
- 2012: Platz 21 beim Top100 DJ-Voting von DJmag.
- 2013: Platz 33 beim Top100 DJ-Voting von DJmag.
- 2014: Platz 58 beim Top100 DJ-Voting von DJmag.
- 2015: Platz 82 beim Top100 DJ-Voting von DJmag.
- 2016: Platz 61 beim Top100 DJ-Voting von DJmag.
- 2017: Platz 54 beim Top100 DJ-Voting von DJmag.
- 2018: Platz 49 beim Top100 DJ-Voting von DJmag.
- 2019: Platz 39 beim Top100 DJ-Voting von DJmag.[8]
- 2020: Platz 56 beim Top100 DJ-Voting von DJmag.
- 2021: Platz 35 beim Top100 DJ-Voting von DJmag.[9]

## Diskografie
Studioalben

| Jahr | Titel Musiklabel                                     | Höchstplatzierung, Gesamtwochen, AuszeichnungChartplatzierungen (Jahr, Titel, Musiklabel, Platzierungen, Wochen, Auszeichnungen, Anmerkungen) | Höchstplatzierung, Gesamtwochen, AuszeichnungChartplatzierungen (Jahr, Titel, Musiklabel, Platzierungen, Wochen, Auszeichnungen, Anmerkungen) | Höchstplatzierung, Gesamtwochen, AuszeichnungChartplatzierungen (Jahr, Titel, Musiklabel, Platzierungen, Wochen, Auszeichnungen, Anmerkungen) | Höchstplatzierung, Gesamtwochen, AuszeichnungChartplatzierungen (Jahr, Titel, Musiklabel, Platzierungen, Wochen, Auszeichnungen, Anmerkungen) | Anmerkungen                                              |
| Jahr | Titel Musiklabel                                     | DE | AT | CH | UK | Anmerkungen                                              |
| ---- | ---------------------------------------------------- | --- | --- | --- | --- | -------------------------------------------------------- |
| 1999 | Movin’ Melodies Kontor Records • Urban Records (UMG) | DE38 (3 Wo.)DE | — | — | UK32 Silber · (3 Wo.)UK | Erstveröffentlichung: 26. April 1999 Verkäufe: + 60.000  |
| 2000 | Two Worlds Kontor Records • Urban Records (UMG)      | DE45 (2 Wo.)DE | — | — | — | Erstveröffentlichung: 2. November 2000                   |
| 2002 | Dedicated Kontor Records (UMG)                       | DE10 (16 Wo.)DE | AT63 (2 Wo.)AT | — | — | Erstveröffentlichung: 28. Januar 2002 Verkäufe: + 10.000 |
| 2003 | Addicted to Music Kontor Records (Edel)              | DE8 (14 Wo.)DE | — | — | — | Erstveröffentlichung: 28. April 2003                     |
| 2004 | No Silence Kontor Records (Edel)                     | DE11 (9 Wo.)DE | — | — | — | Erstveröffentlichung: 24. Mai 2004                       |
| 2007 | Trilogy Kontor Records (Edel)                        | DE18 (4 Wo.)DE | — | — | — | Erstveröffentlichung: 27. April 2007 Verkäufe: + 30.000  |
| 2009 | Future Memories Kontor Records (Edel)                | DE12 (5 Wo.)DE | — | — | — | Erstveröffentlichung: 1. Mai 2009 Verkäufe: + 20.000     |
| 2011 | Distant Earth Kontor Records (Edel)                  | DE7 (6 Wo.)DE | AT37 (1 Wo.)AT | CH60 (2 Wo.)CH | — | Erstveröffentlichung: 29. April 2011 Verkäufe: + 20.000  |
| 2014 | Contact Kontor Records (Edel)                        | DE5 (4 Wo.)DE | AT29 (1 Wo.)AT | CH44 (1 Wo.)CH | — | Erstveröffentlichung: 24. Januar 2014 Verkäufe: + 10.000 |
| 2017 | neXt Kontor Records (Edel)                           | DE14 (2 Wo.)DE | AT42 (1 Wo.)AT | CH55 (1 Wo.)CH | — | Erstveröffentlichung: 21. April 2017                     |